# Bernerland Bank
Die Bernerland Bank AG mit Sitz in Sumiswald ist eine im Emmental und Oberaargau verankerte Schweizer Regionalbank. Sie ging am 1. Oktober 2002 aus dem Zusammenschluss der Spar- und Leihkasse Sumiswald, der Ersparniskasse Dürrenroth, der Ersparniskasse Wyssachen-Eriswil und der Spar- und Leihkasse Madiswil hervor. Die Bernerland Bank ist an insgesamt 8 Standorten vertreten, die sich mehrheitlich auf die nordöstlichen Amtsbezirke des Kantons Bern verteilen. Sie ist in Burgdorf BE, Hasle-Rüegsau, Herzogenbuchsee, Huttwil, Kirchberg BE, Langenthal, Langnau im Emmental und Sumiswald mit je einer Geschäftsstelle vertreten.
Ihr Tätigkeitsgebiet liegt traditionell im Retail Banking, im Hypothekargeschäft, im Private Banking und im Bankgeschäft mit kleinen und mittleren Unternehmen. Die Bernerland Bank beschäftigt auf Vollzeitstellen umgerechnet 63,4 Mitarbeitende und 10 Lernende.